# 三菱・アスパイア
アスパイア（ASPIRE）は、三菱自動車工業が製造・販売していた中級セダン。エテルナの後継車であり、8代目ギャランの姉妹車である。カープラザ店で販売されていた。

## 年表
- 1998年8月26日 - 販売開始。4G93 1.8L DOHC GDIエンジンを全車に搭載。グレードはヴィエント、VR-G、VR-G低排出ガス仕様車の3種。
- 1999年5月 - 新グレード「ビバーチェ」を追加。
- 2000年5月29日 - マイナーチェンジ。全車4G94 2.0L DOHC GDIエンジンに差し替え。グレードに「ヴィエントナビ」を追加。
- 2001年4月 - 一部改良。
ヴィエントナビを廃止、グレードがヴィエント/ビバーチェ/VR-Gの3種となる。
- 2002年9月4日 - マイナーチェンジ。
- 2003年3月 - 三菱カープラザの販売網をギャラン店に統合したため販売終了。

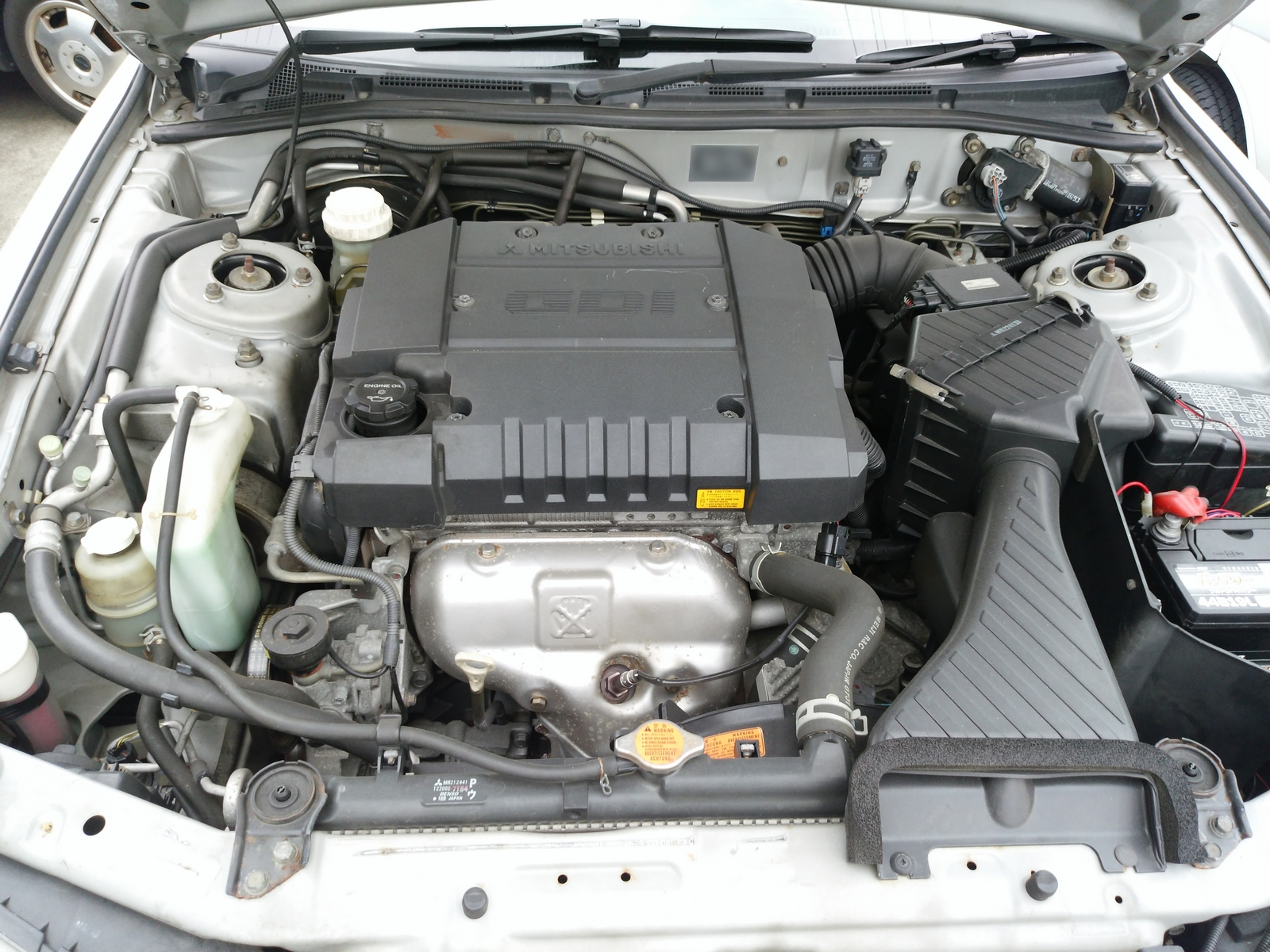
4G94エンジン

## 特徴
- 兄弟車であるギャランとのエクステリアの違いは、ヘッドライトのクリアレンズ化及びリアコンビランプ内蔵ウィンカーのアンバー化、三菱マークが赤色、また全車ATのみの設定という位である。またギャランVR-4のようなハイパフォーマンス仕様も存在しない。
- ヴィエントナビ/ビバーチェにはハイコントラストメーターが標準で装備されている。

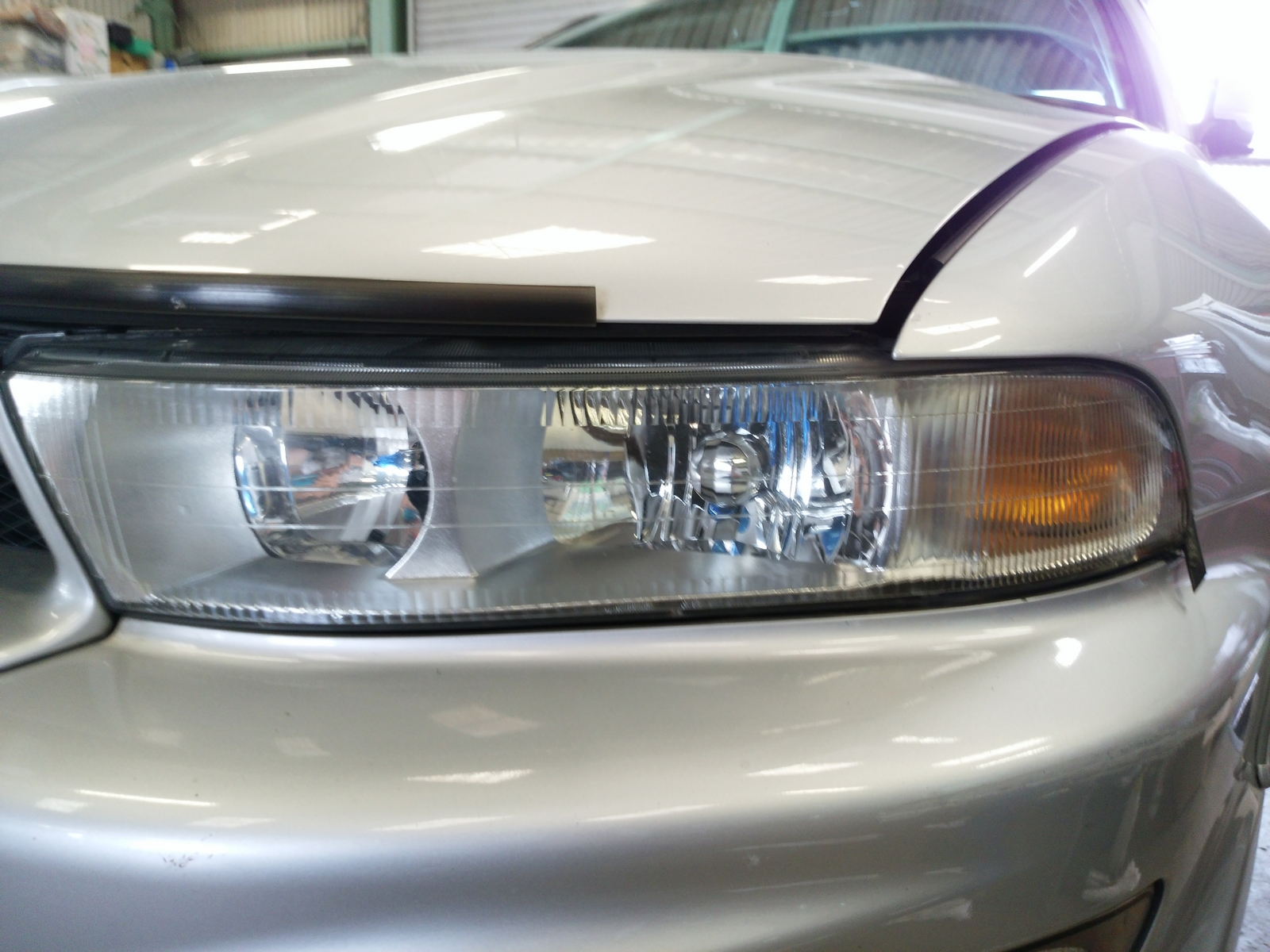
ヘッドライト
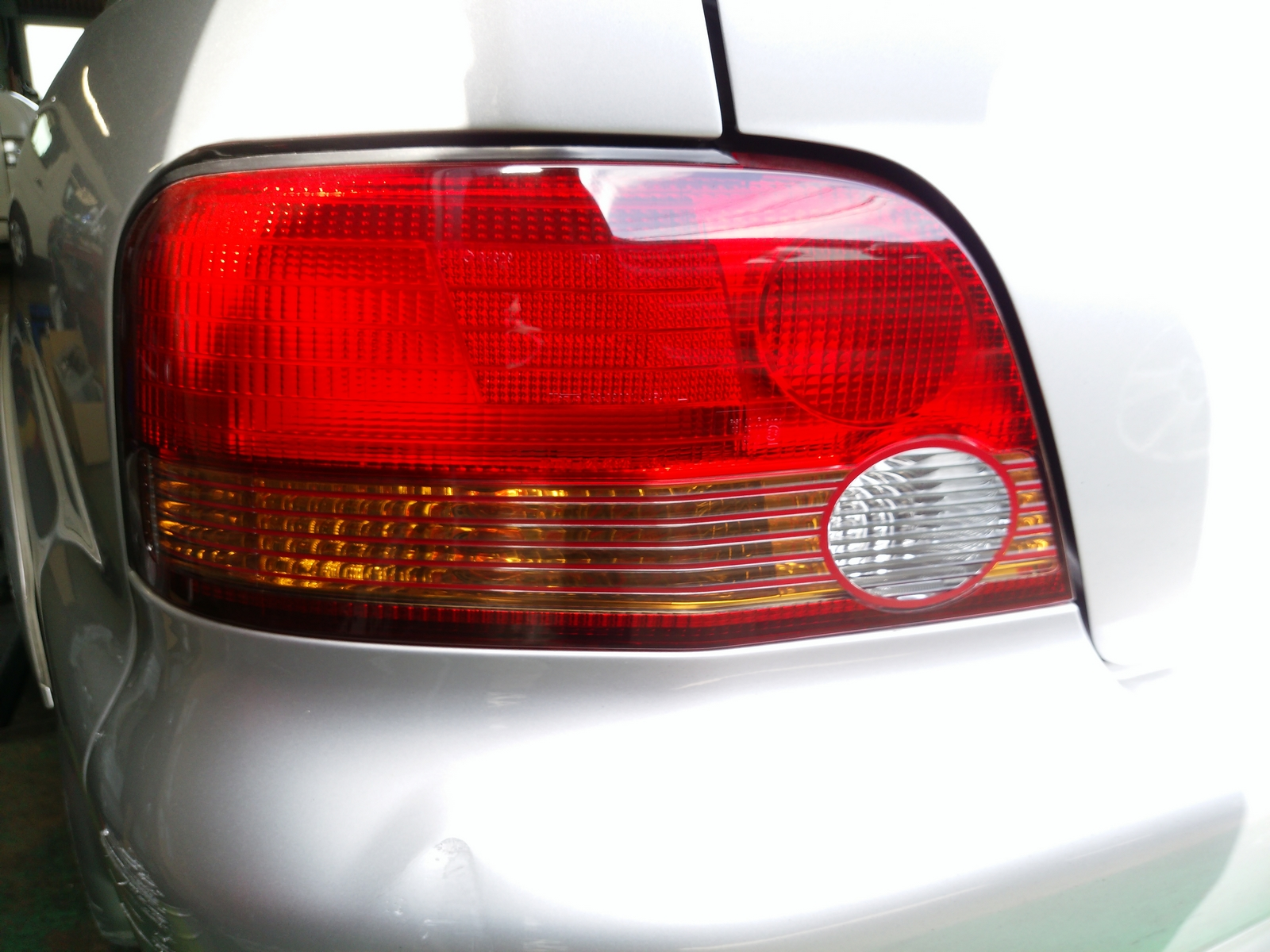
テールライト
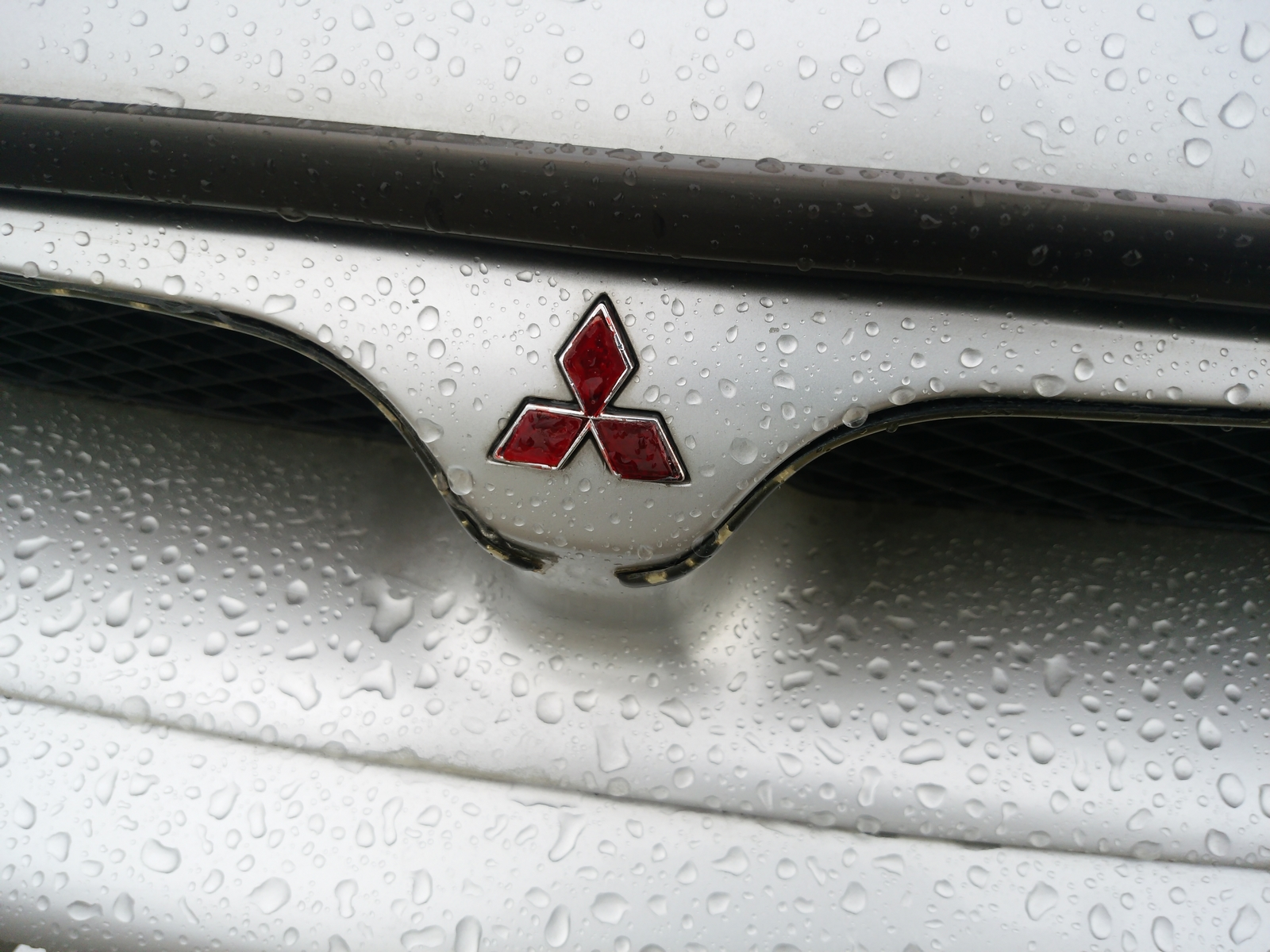
フロントエンブレム
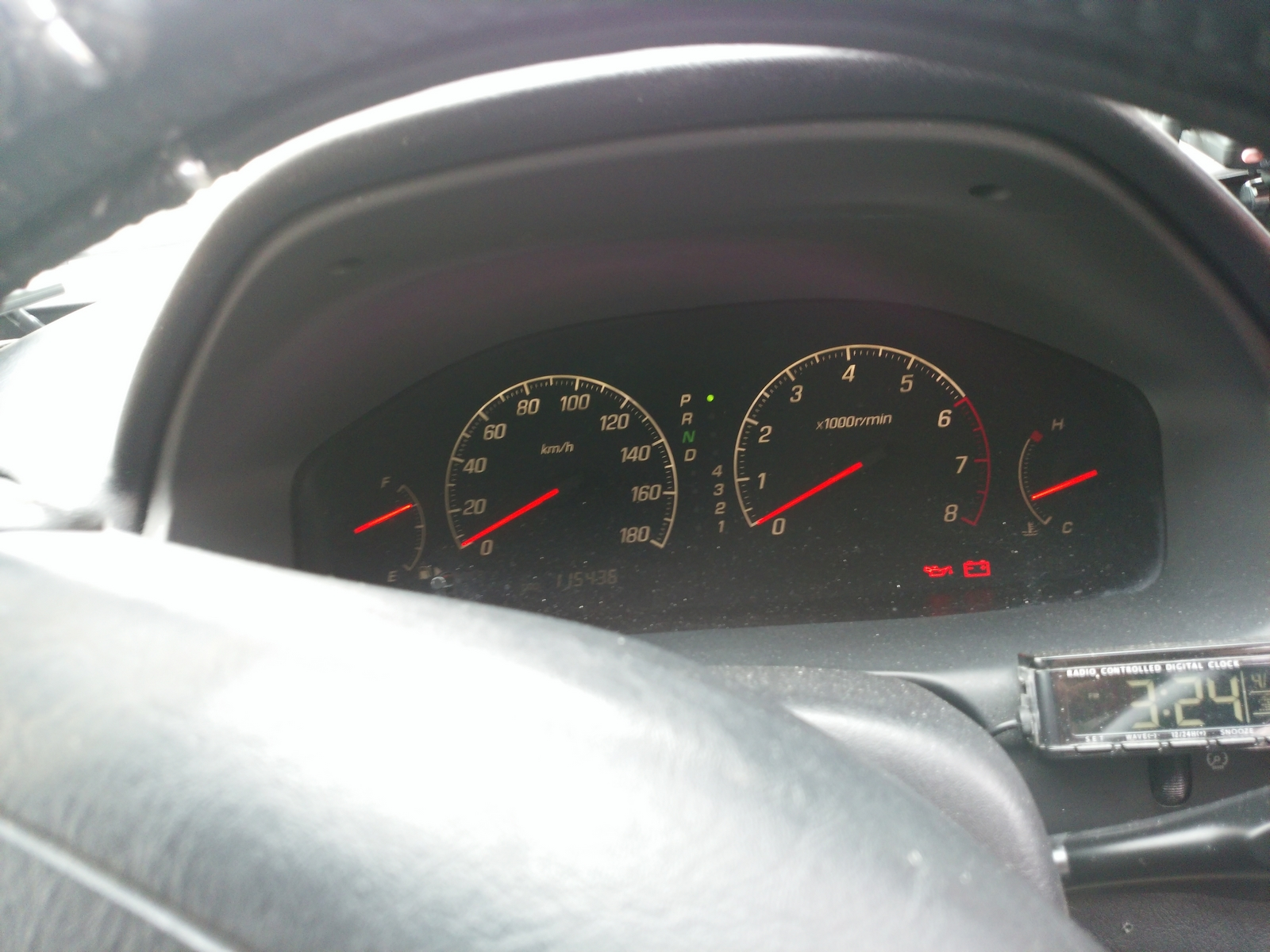
ハイコントラストメーター

## 生産工場
- 名古屋製作所岡崎工場（愛知県岡崎市）

## 車名の由来
- 「大志を抱く、憧れ」の意味を持つ。